# Station Grindvoll
Station Grindvoll is een station in Grindvoll in de gemeente Lunner in  Noorwegen. Het station ligt aan Roa-Hønefosslinjen. Het huidige stationsgebouw dateert uit 1909 en is een ontwerp van Paul Armin Due.
Nadat het personenvervoer tussen Oslo en Bergen vanaf 1990 via Drammen wordt afgewikkeld zijn alle stations lans de lijn tussen Hønefoss en Roa, en dus ook Grindvoll, gesloten voor personenvervoer.